# Vitashoka
{{Infobox royalty
|image       = 
|caption     =  
|birth_name  = 
|birth_date  = Thế kỷ 3 TCN
|birth_place = 
|death_date  = 
|death_place = 
|dynasty     = Maurya
|title       = Hoàng tử của Đế quốc Maurya
|predecessor = 
|successor   = 
|spouse      = 
|issue       = 
|father      = Bindusara
|mother      = Subhadrangi
| brother   = {{|unbulleted list|Ashoka|Sushim|Siayamak| Dhrupad|}}
|religion    = Tirthika, Phật giáo
}}
Vitashoka hay còn gọi là Tissa (sinh vào thế kỷ thứ 3 TCN) là một hoàng từ của Đế quốc Maurya, là hoàng đệ ruột duy nhất của A-dục vương (hoàng đế Ashoka) và là người anh em duy nhất không bị A-dục vương giết. Theo Thiên Thí dụ (Divyavadana), ông là một luận sư ngoại đạo [Phật] (Tirthika) và thường chỉ trích các nhà sư Phật giáo vì họ có một cuộc sống thoải mái. Ông đã được các triều thần cố gắng đưa lên ngai vàng. Khi A-dục vương phát hiện ra điều đó, ông đã ép Vitashoka cạo tóc đi tu, quy y cửa Phật.
Vitashoka trở thành một nhà sư và thực hành khổ tu một cách nghiêm ngặt.

## Tên gọi
Vitashoka còn được đề cập dưới tên là Tissa (hoặc Tisya) trong các thư tịch Tích Lan cổ. Tuy nhiên, Trưởng Lão Tăng Kệ (Theragatha) lại đề cập Tissa và Vitashoka như hai cá nhân khác nhau. Các thư tịch khác cũng để cập ông dưới các tên Vigatāshoka, Sudatta và Sugatra. Bộ Đại vương thống sử (Mahavamsa) sau này đã gọi ông là Ekavihārika.

## Ghi chép trongThiên Thí dụ
Thiên Thí dụ thuật lại một điển tích về một người nào đó đã vẽ một bức tranh về Đức Phật cúi lạy trước Đức Mahaviraswami của Kỳ Na giáo tại thành Pundravardhana và sau đó một lần nữa tại Pataliputra. Để trừng phạt điều này, A-dục vương ra lệnh xử tử các tu sĩ Ājīvika và tuyên bố sẽ trao thưởng cho ai giết được các tu sĩ Ni-Kiền.  Ai đó đã giết Vitashoka và cho rằng ông ta là một tu sĩ Ni-Kiền. Thủ cấp của ông được đem dâng lên A-dục vương. Nhận ra đây chính là em trai của mình, A-dục vương đã lệnh chấm dứt cuộc tàn sát.:232